# آناتولی بورلین
آناتولی بورلین (اوکراینی: Анатолій Андрійович Бурлін؛ زادهٔ ۱۹ ژانویهٔ ۱۹۹۰) بازیکن فوتبال اهل اوکراین است.
از باشگاه‌هایی که در آن بازی کرده‌است می‌توان به باشگاه فوتبال دینامو کی‌یف و باشگاه فوتبال استال کامیانسکه اشاره کرد.
وی همچنین در تیم‌های ملی فوتبال Ukraine national under-16 football team و Ukraine national under-17 football team بازی کرده‌است.